# Matt MacDonald
Matthew MacDonald, noto anche come Matt MacDonald (Wellington, 15 marzo 1999), è un canottiere neozelandese, campione olimpico nell'otto a Tokyo 2020.

## Biografia
Ha rappresentato la Nuova Zelanda ai Giochi olimpici estivi di Tokyo 2020, dove ha vinto la medaglia d'oro nell'otto con i connazionali Hamish Bond, Tom Murray, Michael Brake, Dan Williamson, Phillip Wilson, Shaun Kirkham, Thomas MacKintosh e Sam Bosworth.
Ai mondiali di Belgrado 2023 è salito sul terzo gradino del podio nel 4 senza, con Oliver Maclean, Logan Ullrich e Tom Murray.

## Palmarès
- Giochi olimpici estivi

Tokyo 2020: oro nell'otto;
Parigi 2024: argento nel quattro senza;
- Mondiali

Belgrado 2023: bronzo nel 4 senza;